# Gorenje Kamenje pri Dobrniču
Gorenje Kamenje pri Dobrniču je naselje u slovenskoj Općini Trebnju. Gorenje Kamenje pri Dobrniču se nalazi u pokrajini Dolenjskoj i statističkoj regiji Jugoistočnoj Sloveniji. 

## Stanovništvo
Prema popisu stanovništva iz 2002. godine naselje je imalo 46 stanovnika.